# Pokłon pasterzy (obraz Georges’a de La Toura)
Pokłon pasterzy (fr. L’Adoration des bergers) – obraz francuskiego malarza Georges’a de La Toura.
Tematem obrazu jest motyw narodzenia Jezusa, opisany głównie w Ewangelii św. Łukasza (2: 15-21) oraz w Protoewangelii Jakuba i Pseudoewangelii Mateusza.

## Opis obrazu
La Tour, malarz tworzący pod silnym wpływem Caravaggia, ujął scenę narodzenia w charakterystyczny dla siebie sposób. Na pierwszy rzut oka scena przedstawia grupę pięciu osób siedzącą wokół dziecka w świetle zapalonej świecy. Jest ona jedynym źródłem światła, które pada na twarze zebranych lecz dzięki przysłaniającej dłoni starca, widz ma wrażenie, iż blask bije od dziecka. Każda z osób pogrążona jest w zadumie a ich wzrok pozornie skierowany jest stronę Jezusa. La Tour odszedł od tradycyjnej ikonografii narodzin Chrystusa. Wśród zebranych znajduje się druga kobieta, służka, trzymająca naczynie z wodą. Nie ma wśród zwierząt osła i wołu a jedynie owca przeżuwająca siano. Dziecko leży w wiklinowym koszu a nie w żłobie jak mówi tradycja.
Na to, że mamy do czynienia z narodzinami Jezusa i pokłonem wskazuje postać starca. Jest to Józef mąż Marii. La Tour kilkakrotnie przedstawił podobnego mężczyznę właśnie takiej roli, m.in. w Śnie świętego Józefa czy w Świętym Józefie cieśli Po lewej stronie, w czerwonej szacie siedzi Maria, która jako jedyna modli się i nie patrzy na noworodka. Za nią siedzi pasterz, który przyprowadził swoją owieczkę.

## Proweniencja
Obraz został zamówiony prawdopodobnie przez obywateli miasta Lunéville, w 1644 roku, jako hołd dla nowego gubernatora, Maruiq de la Fert. Przez wiele lat był zapomniany, odkryty ponownie został w Amsterdamie i w 1926 roku zakupiony przez paryskie muzeum Luwr (nr inw. RF 2555).